# هلوبن دره
هلوبن دره، روستایی از توابع بخش رحیم‌آباد شهرستان رودسر در استان گیلان ایران است.
از محصولات کشاورزی این روستای ییلاقی فندق و گل‌گاوزبان میباشد.

## جمعیت
این روستا در دهستان اشکور سفلی قرار دارد و براساس سرشماری مرکز آمار ایران در سال ۱۳۸۵، جمعیت آن ۱۳۶ نفر (۳۷خانوار) بوده‌است.